# 女が事件にからむ時
『女が事件にからむ時』（おんながじけんにからむとき、Quand la femme s'en mêle）は、1957年のフランスの映画。アラン・ドロンのデビュー作である。
日本では劇場未公開だが、テレビ放送が行われている。

## キャスト
※括弧内は日本語吹替（初回放送1964年5月21日 フジテレビ）
- ジョー：アラン・ドロン（宗近晴見）
- リトン：ジャン・セルヴェ（木村幌）
- フェリックス：ベルナール・ブリエ
- メイン：エドヴィージュ・フィエール（藤野節子）
- コレット：ソフィー・ドーミエ

## スタッフ
- 監督：イヴ・アレグレ
- 原作：ジョン・アミラ
- 脚本：シャルル・スパーク
- 撮影：アンドレ・ジェルマン
- 音楽：ポール・ミスラキ